# Rojo (álbum de Barricada)
Rojo es el quinto álbum que publicó la banda de rock Barricada en 1988.

## Lista de canciones
1. Rojo - 3:01
2. ¿Quién es? - 1:50
3. Obsesión - 3:10
4. En el suelo - 3:03
5. Abrir y cerrar - 3:00
6. Bajo control - 3:50
7. La hora del carnaval - 3:30
8. El último vagón - 2:33
9. Tiempos que arden - 3:52
10. Animal caliente - 3:10
11. Cuidado con el perro - 3:14
12. Esta noche no es para andar por esas calles - 2:55

## Créditos
- Enrique Villarreal, El Drogas: voz en "¿Quién es?", "En el suelo", "La hora del carnaval", "Animal caliente" y "Cuidado con el perro", bajo y coros.
- Javier Hernández, Boni: voz, guitarra y coros.
- Alfredo Piedrafita: guitarra y coros.
- Fernando Coronado: batería.